# Besboro Island
Besboro Island ist eine unbewohnte Insel der Bering-See, die im Nortonsund liegt, der zu Alaska gehört. Das zerklüftete Eiland liegt ca. 18 km vom Festland und 61 km vom Christmas Mountain (Nulato Hills) entfernt.
Besboro ist 3 km lang und erreicht seinen höchsten Punkt bei 248 m. Administrativ gehört die Insel zur Nome Census Area. Die Insel ist Teil des Alaska Maritime National Wildlife Refuge.
Die Insel wurde am 12. September 1778 von James Cook erstmals gesichtet und von ihm als „Besborough Island“ in den Seekarten verzeichnet.